# Balamuralikrishna
Mangalampalli Balamuralikrishna (Sankaraguptam, Andhra Pradesh, 6 de julio de 1930-Chennai, Tamil Nadu, 22 de noviembre de 2016) fue un artista de música carnática del sur de la India, especializado en composición y canto, además de viola, mridangam y kanjira.
Balamuralikrishna comenzó su carrera a la edad de seis años. Dio cerca de 25 000 conciertos. Colaboró con músicos de renombre del círculo de la música clásica indostaní y realizó conciertos con Bhimsen Joshi, Hariprasad Chaurasia y Kishori Amonkar, entre otros. Algunas ragas que aportó al mundo de la música carnática son: Mahathi, Lavangi, Sidhdhi, Sumukham, de 4 notas; y Sarva Sri, Omkaari y Ganapathy, de 3 notas.